# 大隅清陽
大隅 清陽（おおすみ きよはる、1962年 - ）は、日本の歴史学者。専門は日本古代史。山梨大学教授。
父は東京女子大学名誉教授の大隅和雄。叔父はノーベル賞受賞者の大隅良典。

## 経歴
福岡県門司市（現北九州市）生まれ。1986年3月、東京大学文学部第2類（史学）国史学専修課程卒業。1993年1月、東京大学大学院人文科学研究科博士課程（国史学専攻）単位取得満期退学、同年2月、滋賀大学経済学部講師。1995年4月、同助教授。1997年9月、山梨大学教育学部助教授、1998年4月、同大学教育人間科学部助教授、2007年4月、同准教授、2011年10月、同教授。2012年4月、同大学大学院教育学研究科教授。2014年10月、同大学大学院総合研究部教育人間科学域人間科学系教授。2015年4月、山梨大学大学院総合研究部教育人間科学域人間科学系長・評議員、2016年4月、同大学大学院総合研究部教育学域人間科学系教授。2016年4月、山梨大学大学院総合研究部教育学域人間科学系長・評議員。
2018年、『古代甲斐国の交通と社会』で第42回野口賞を受賞。

## 著書
- 『律令官制と礼秩序の研究』（吉川弘文館） 2011年
- 『古代甲斐国の交通と社会』（六一書房） 2018年